# Esterilització forçosa
Els programes d'esterilització forçosa són polítiques governamentals que intenten forçar les persones a sotmetre's a esterilitzacions quirúrgiques. A la primera meitat del segle xx, es van instituir molts d'aquests programes en diversos països arreu del món, normalment com a part de programes eugenèsics que tenien com a objectiu impedir la reproducció i multiplicació de membres de la població considerats com a portadors de trets genètics defectuosos.